# Rana Okada
Rana Okada (Japans: 岡田 良菜, Okada Rana) (Otsu, 5 januari 1991) is een Japanse snowboardster. Ze vertegenwoordigde haar vaderland op de Olympische Winterspelen 2010 (Vancouver) en de Olympische Winterspelen 2014 (Sotsji).

## Carrière
Bij haar wereldbekerdebuut, in november 2006 in Saas Fee, scoorde Okada direct wereldbekerpunten. Op de FIS wereldkampioenschappen snowboarden 2007 in Arosa eindigde de Japanse als negentiende in de halfpipe. In februari 2007 eindigde ze in Furano voor de eerste maal in haar carrière in de top tien van een wereldbekerwedstrijd. In Gangwon nam Okada deel aan de FIS wereldkampioenschappen snowboarden 2009. Op dit toernooi eindigde ze als achtste op het onderdeel halfpipe. In februari 2009 stond de Japanse in Stoneham-et-Tewkesbury voor de eerste maal in haar carrière op het podium van een wereldbekerwedstrijd. Tijdens de Olympische Winterspelen van 2010 in Vancouver eindigde ze als 29e in de halfpipe.
Op de FIS wereldkampioenschappen snowboarden 2011 in La Molina eindigde Okada als tiende op het onderdeel halfpipe. Op 17 januari 2014 boekte de Japanse in Stoneham-et-Tewkesbury haar eerste wereldbekerzege.

## Resultaten

### Olympische Winterspelen
| Jaar | Plaats    | Resultaten   |
| ---- | --------- | ------------ |
| 2010 | Vancouver | 29e Halfpipe |
| 2014 | Sotsji    | 5e Halfpipe  |

### Wereldkampioenschappen
| Jaar | Plaats    | Resultaten   |
| ---- | --------- | ------------ |
| 2007 | Arosa     | 19e Halfpipe |
| 2009 | Gangwon   | 8e Halfpipe  |
| 2011 | La Molina | 10e Halfpipe |

### Wereldbeker
Eindklasseringen
| Seizoen   | Algm | HP  |
| --------- | ---- | --- |
| 2006/2007 | 80e  | 30e |
| 2007/2008 | 110e | 38e |
| 2008/2009 | 52e  | 17e |
| 2009/2010 | 61e  | 17e |
| 2010/2011 | 40e  | 32e |

Wereldbekerzeges
| Datum           | Plaats   | Discipline |
| --------------- | -------- | ---------- |
| 17 januari 2014 | Stoneham | Halfpipe   |